# Tetiana Mykolaivna Ostashchenko
Tetiana Mykolaivna Ostashchenko (tiếng Ukraina: Тетяна Миколаївна Остащенко; sinh tháng 8 năm 1974) là một bác sĩ quân y người Ukraina, lữ đoàn tướng kiêm Tư lệnh Quân y của Quân đội Ukraina (từ năm 2021). Bà là người phụ nữ đầu tiên trong lịch sử Ukraina chỉ huy một ngành quân sự, cũng như là người phụ nữ đầu tiên giữ cấp bậc chuẩn tướng.